# Chorthippus fallax
Chorthippus fallax är en insektsart som först beskrevs av Zubovski 1900.  Chorthippus fallax ingår i släktet Chorthippus och familjen gräshoppor.

## Underarter
Arten delas in i följande underarter:
- C. f. saltator
- C. f. yamato
- C. f. fallax
- C. f. kurilensis
- C. f. strelkovi
- C. f. yatsuanus
- C. f. akaishicus